# Les Arques
Les Arques är en kommun i departementet Lot i regionen Occitanien i södra Frankrike. Kommunen ligger i kantonen Cazals som tillhör arrondissementet Cahors. År 2022 hade Les Arques 214 invånare.

## Befolkningsutveckling
Antalet invånare i kommunen Les Arques
| Referens: INSEE |